# Internet Defense League

Logo de lInternet Defense League

L'Internet Defense League est un site web lancé en mars 2012 dans la foulée du succès des protestations contre les lois SOPA et PIPA. Ayant pour objectif d'organiser les futures contestations et manifestations en ligne contre des lois anti-piratage, il a été créé par l'organisation Fight for the Future (en) et par Alexis Ohanian, fondateur de Reddit.

## Actions

### The Dark Knight Rises
Rejoints par la fondation Mozilla, Wordpress ou encore l'Electronic Frontier Foundation, ils se mobilisent le 19 juillet 2012 afin de promouvoir leur action et profitent ainsi de la sortie du film The Dark Knight Rises pour appeler les internautes à se mobiliser .